# Seelbach bei Hamm
Seelbach bei Hamm là một đô thị thuộc huyện Altenkirchen, trong bang Rheinland-Pfalz, phía tây nước Đức. Đô thị Seelbach bei Hamm có diện tích 3,4 km², dân số thời điểm ngày 31 tháng 12 năm 2006 là 203 người.